# Austin Atlantic
Austin Atlantic – samochód osobowy produkowany przez brytyjską firmę Austin Motor Company w latach 1949–1952. Dostępny jako 2-drzwiowe coupé oraz 2-drzwiowy kabriolet. Do napędu użyto silnika R4 o pojemności 2,7 litra. Moc przenoszona była na oś tylną poprzez 4-biegową manualną skrzynię biegów. Wyprodukowano 7981 egzemplarzy.

## Dane techniczne

### Silnik
- R4 2,7 l (2660 cm³), 2 zawory na cylinder, OHV
- Układ zasilania: dwa gaźniki
- Średnica cylindra × skok tłoka: 87,30 mm × 111,10 mm
- Stopień sprężania: 7,5:1
- Moc maksymalna: 89 KM (66 kW) przy 4000 obr./min
- Maksymalny moment obrotowy: 190 N•m przy 2500 obr./min

### Osiągi
- Przyspieszenie 0-100 km/h: 16,6 s[2]
- Prędkość maksymalna: 146 km/h[2]
- Średnie zużycie paliwa: 13,0 l / 100 km[2]